# Dejan Grabić
Dejan Grabić, slovenski nogometaš in trener, * 21. september 1980, Novo mesto.
Grabić je večji del kariere igral v slovenski ligi za klube Olimpija, Ljubljana,  Bela krajina, Domžale, Interblock in Krka. Skupno je v prvi slovenski ligi odigral 145 prvenstvenih tekem in dosegel devet golov. Igral je tudi za SC Bregenz v avstrijski ligi, APOP Kinyras Peyias v ciprski ligi in Skënderbeu v albanski ligi.